# SIG Sauer
SIG Sauer GmbH fue la subsidiaria alemana de la firma suiza L&O Holding, la cual también es propietaria de Swiss Arms AG. Inicialmente SIG Sauer Inc. fue establecida en 1985 con el nombre Sigarms (hasta octubre de 2007) para importar y distribuir las armas de fuego SIG en los Estados Unidos. Desde 2000 SIG Sauer Inc. está separada administrativamente del fabricante SIG Sauer GmbH. Para junio de 2020, la filial alemana finalizó operaciones, alegando un entorno de negocios hostil y falta de demanda en el mercado alemán.

## Historia

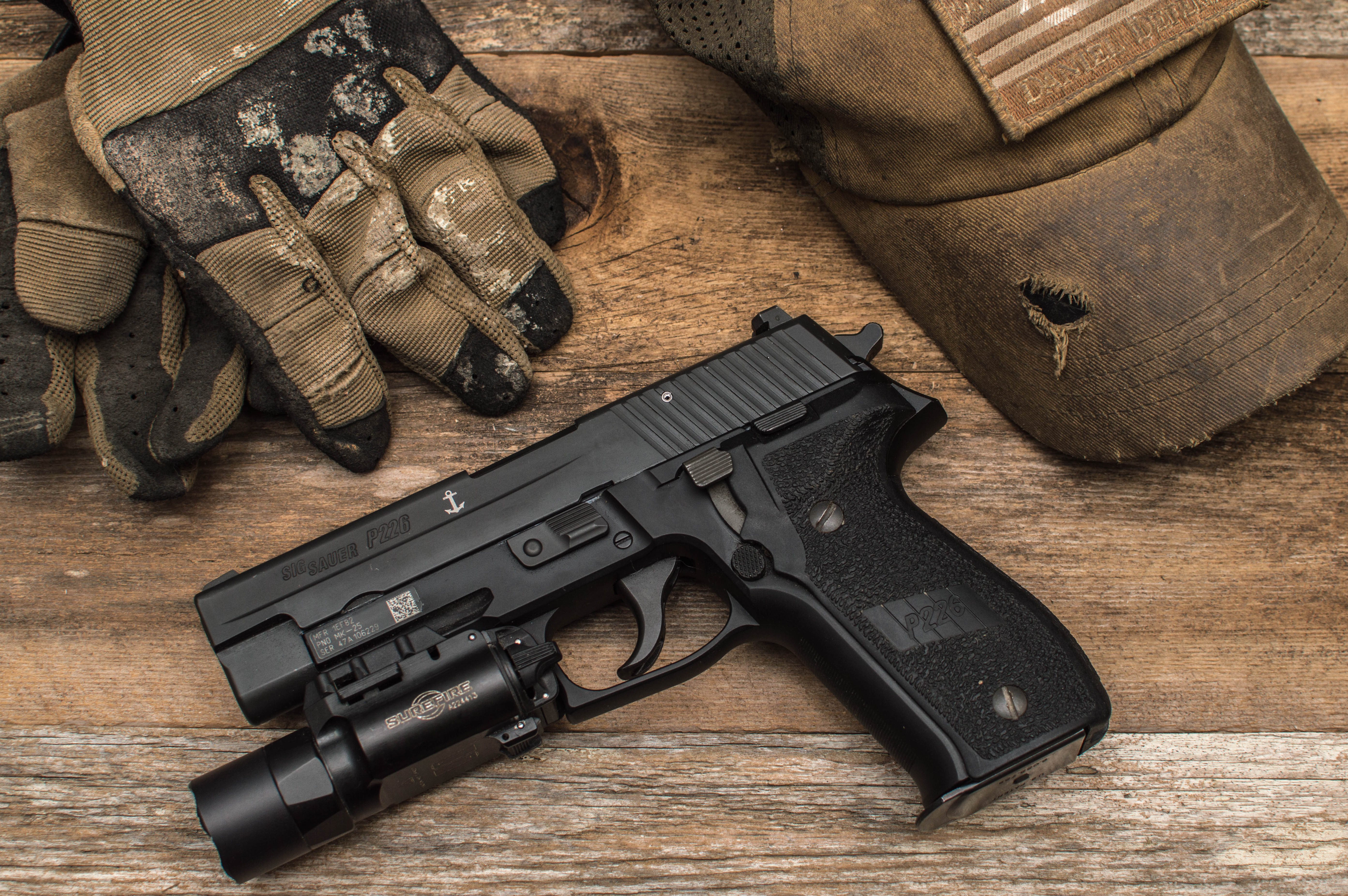
SIG Sauer P226 MK25 con linterna Surefire X300 Ultra.

Los orígenes de la compañía SIG se encuentran en la fábrica de vagones suiza creada en 1853 por Friedrich Peyer im Hof, Heinrich Moser y Conrad Neher. Luego de ganar una competencia del Ministerio Federal de Defensa suizo, obtuvo un contrato para producir 30.000 mosquetes, y cambiaron el nombre a Schweizerische Industrie Gesellschaft (SIG), en español: "Compañía Industrial Suiza".
En el año 2017 el ejército de Estados Unidos, a través de un concurso de selección eligió la pistola SIG Sauer M17 para sustituir a la ya veterana con más de 30 años de servicio la M9 del fabricante Beretta. La pistola Sig Sauer M17 es una plataforma basada en la SIG Sauer P320 y destaca por su diseño modular en el que la unidad de disparo es fácilmente extraíble por separado del cuerpo o armazón del arma.
En el año 2022 el ejército de Estados Unidos, seleccionó a la compañía Sig Sauer para suministrarles fusiles de asalto y ametralladoras dentro del programa Sistema de Armas de Próxima Generación (NGWS, Next Generation Weapon System). Los actuales fusiles de asalto tipo M4 serán sustituidos por el nuevo rifle XM7 (diseño derivado del SIG MCX), además se incorpora el rifle automático XM250 en sustitución de la ametralladora ligera M249 SAW. Ambos disparan un cartucho híbrido en caja de 6,8 × 51 mm que cuenta con una cabeza de acero y una caja de latón, en lugar del habitual cartucho 5,56 x 45mm OTAN.

## Productos

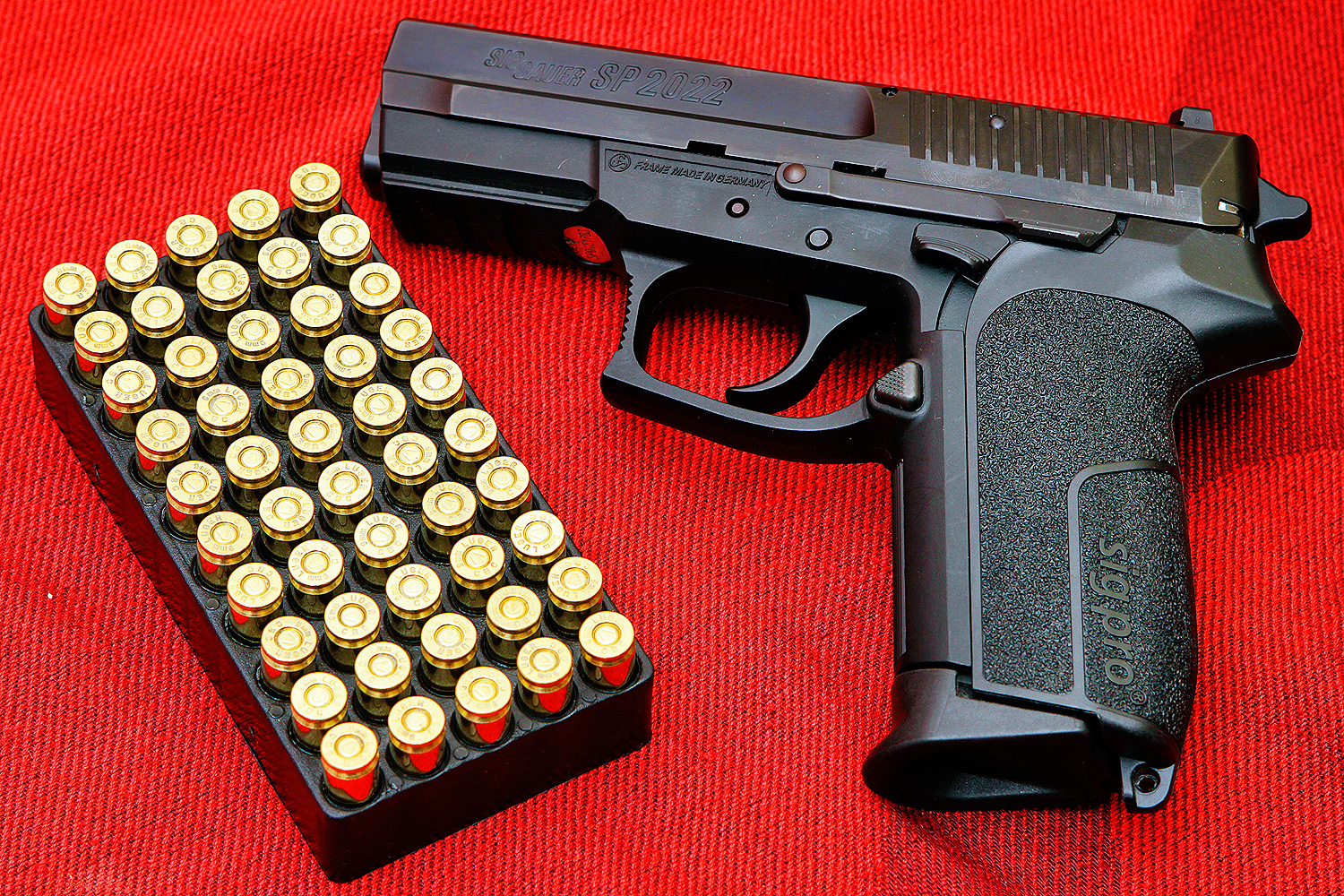
SIG Sauer Pro SP 2022.

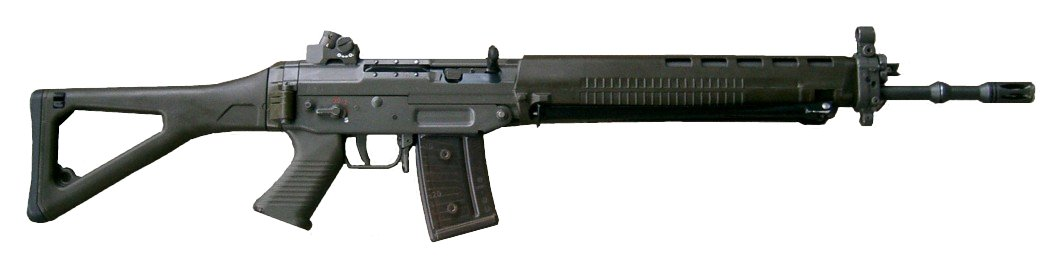
SIG Sauer SIG SG 550

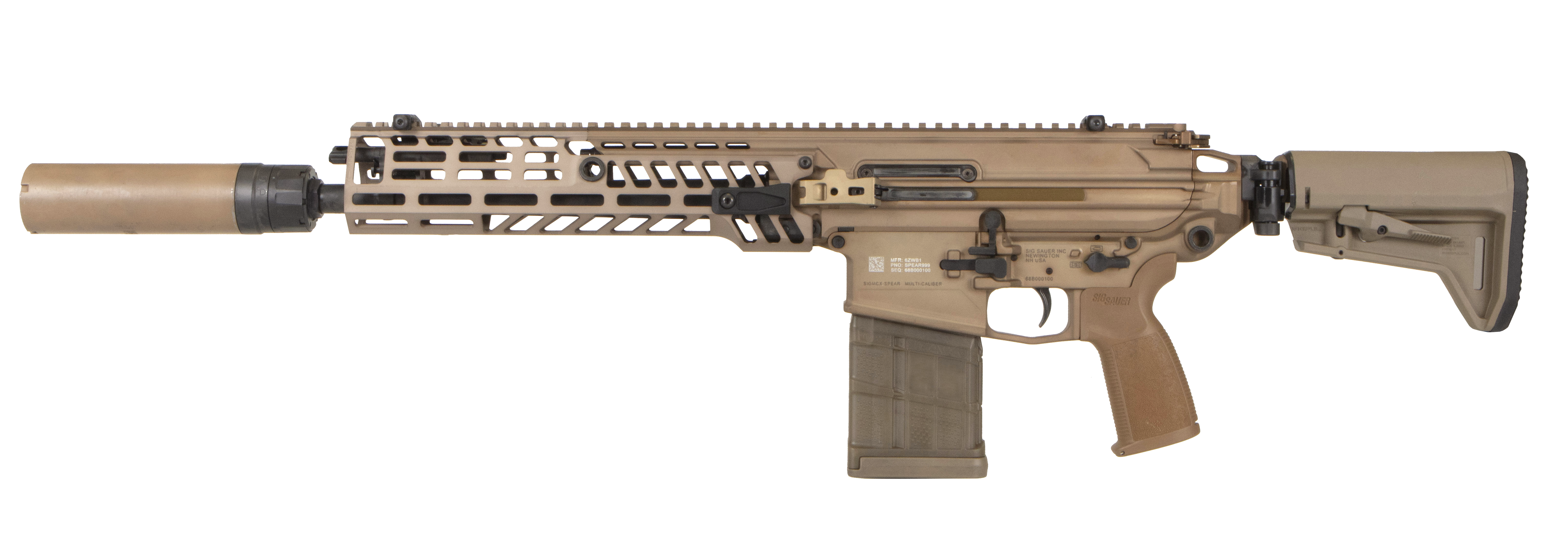
SIG Sauer Rifle XM5

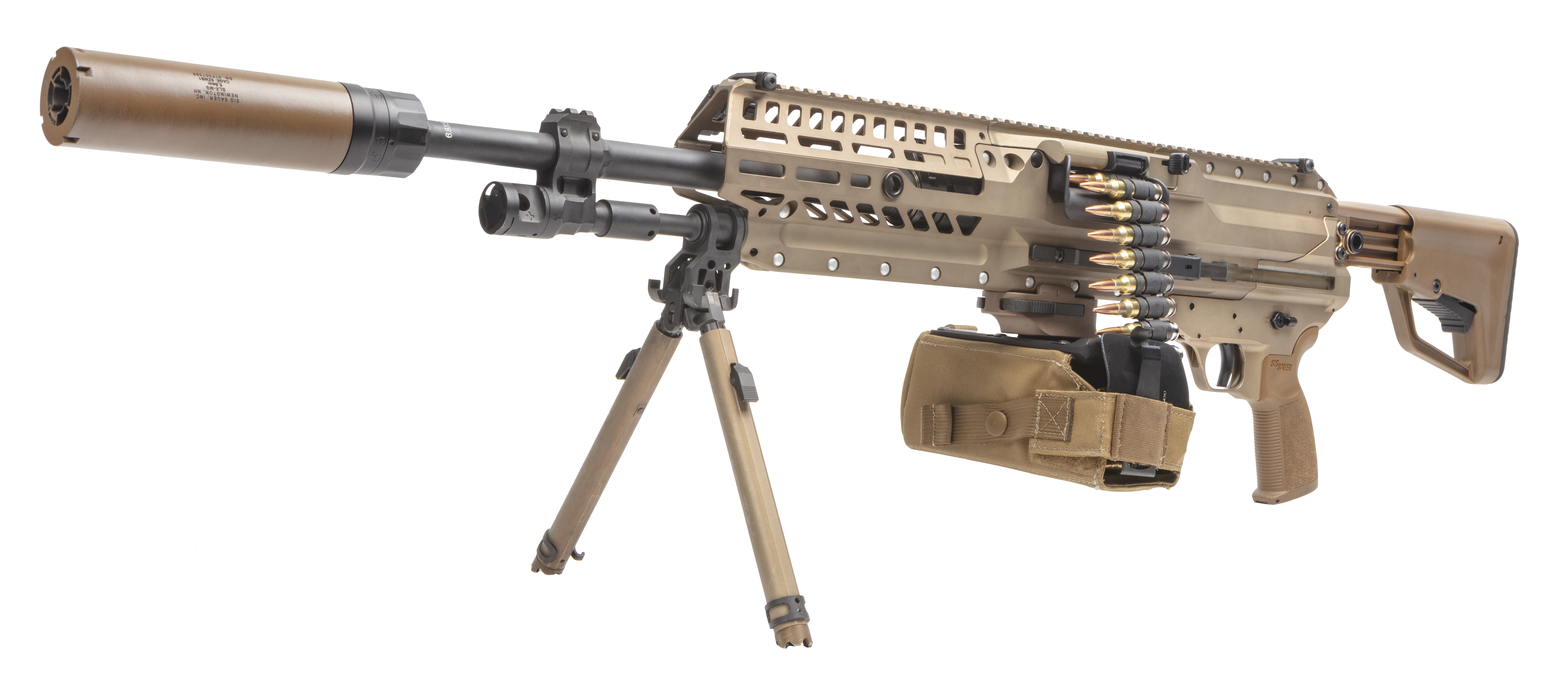
SIG Sauer XM250

### Pistolas
- SIG Sauer P210
- SIG-Sauer P220
- SIG Sauer P225
- SIG Sauer P226
- SIG Sauer P227
- SIG-Sauer P228
- SIG Sauer P229
- SIG Sauer P238
- SIG Sauer P290
- SIG Sauer P365
- SIG Sauer P938
- SIG Sauer Pro
- SIG Sauer P250
- SIG Sauer P320
- SIG Sauer P322
- SIG Sauer 1911
- Sig Sauer P2022
- SIG Sauer M17
- SIG Sauer M18

### Fusiles
- SIG Sauer SIG516
- SIG Sauer SIG716
- SIG Sauer MCX
- SIG Sauer MPX
- SIG Sauer M400
- SIG Sauer SG 556
- SIG Sauer SSG 3000
- SIG MPX
- SIG MCX
- Rifle XM5
- XM250

## Fuente
- Esta obra contiene una traducción  derivada de «SIG Sauer» de Wikipedia en inglés, publicada por sus editores bajo la Licencia de documentación libre de GNU y la Licencia Creative Commons Atribución-CompartirIgual 4.0 Internacional.

- Datos: Q2280505
- Multimedia: SIG Sauer / Q2280505